# Vĩnh biệt mùa hè (phim)
Vĩnh biệt mùa hè (tựa tiếng Anh: Farewell Summer) là một bộ phim tình cảm lãng mạn Việt Nam về nội dung tuổi học trò, được công chiếu năm 1992, đạo diễn bởi Lê Hoàng Hoa, dựa trên tác phẩm tiểu thuyết cùng tên của nhà văn Nguyễn Đông Thức. Phim có sự tham gia của hai diễn viên nổi tiếng Việt Trinh trong vai Hằng và Lê Công Tuấn Anh trong vai Long.

## Nội dung
Bộ phim lấy bối cảnh ở trường Marie Curie, Thành phố Hồ Chí Minh, lớp 12A đang bước vào năm học cuối cấp. Trong lớp có nhóm 4H, gồm 4 cô gái có tên bắt đầu bằng chữ H: Hằng (lớp trưởng), Hạ (bí thư chi đoàn), Hoa và Hân. Ngoài ra còn có Long - một chàng trai con nhà nghèo; Thiện - con một Đại tá công an mới từ tỉnh chuyển lên thành phố; Ngôn - công tử nhà giàu ăn chơi lêu lổng, lười học, hay hỗn láo với thầy cô; nhóm Bốn Mùa (hay bị trêu là Ngũ Quỷ) - nhóm của Ngôn; thầy Minh - thầy giáo chủ nhiệm mới và cũng là một nhà thơ.
Một buổi sáng, Hạ gọi một chiếc xích lô thì bất ngờ phát hiện đó chính là Long đang thay cha ốm chở khách kiếm tiền. Cậu vì quá mặc cảm, không nói không rằng liền đạp xe bỏ chạy. Đến chiều, Long đến xin lỗi Hạ, Hạ thông cảm và còn hẹn Long đi chơi. Trong cuộc hẹn ấy, Hạ phát hiện ba của Hằng - ông Quang đang đi với nhân tình ở bên ngoài.
Cả Long và Thiện đều trở nên thân thiết với Hạ và Hạ cũng có tình cảm đặc biệt với Long. Ở lớp, Ngôn học quá kém, bị thầy giáo Tùng chú ý kiểm tra nên giở trò hỗn láo ngay trên lớp. Thế nhưng, nhờ có ba là Giám đốc Ngân hàng, Ngôn không bị đuổi học khiến thầy Tùng tức giận bỏ dạy ở trường.
Thầy Minh dù đã có vợ con nhưng vẫn có tình ý với Hằng, nhiều lần mời Hằng đi chơi, viết thơ tặng cô khiến cô cũng có phần rung động. Sau đó, bi kịch xảy ra với gia đình Hằng. Cô phát hiện mẹ đã ngoại tình với chú Đăng, bạn của ba cô đang sống nhờ ở nhà họ. Bà Quang khóc lóc giải thích rằng bà và ông Quang từ lâu đã không còn tình cảm, khiến Hằng càng phẫn nộ vì bấy lâu nay phải sống trong sự giả dối. Bà Quang bỏ nhà đi ngay ngày hôm sau. Chịu tác động của việc đó, Hằng hành xử khác lạ, đi ăn chơi cùng đám bạn Ngôn và rồi trong đêm Giáng Sinh, chấp nhận tình cảm của thầy Minh.
Thầy Minh và Hằng qua lại trong sự phản đối của tất cả bè bạn, họ cho rằng thầy Minh đến với Hằng không phải vì tình yêu. Dưới áp lực của bạn bè và nhà trường, hai người tạm giữ khoảng cách một thời gian. Sau đó không lâu, Hằng tiếp tục gặp cú sốc thứ hai, ba cô bị phát hiện tiêu cực ở công ty nên đã bị truy tố. Trong hoàn cảnh đó cũng chỉ có bạn bè là những người ở bên an ủi Hằng. Đồng thời, họ khuyên nhủ cô đến gặp và tha thứ cho mẹ.
Sau khi nói chuyện với mẹ, Hằng vẫn buồn và muốn gặp thầy Minh nhưng ông ta lấy cớ bận để từ chối. Hằng nhận ra con người thật của người đàn ông đó. Trong cơn tuyệt vọng, Hằng gặp Đoàn Hùng - một nhà thơ nổi tiếng, bạn thầy Minh, từng được giới thiệu cho Hằng và Hạ trong một buổi văn nghệ. Đoàn Hùng về sau đã đưa Hằng lên Đắk Nông dạy học cho trẻ em vùng cao, cho cô cuộc sống mới, giúp cô quên đi tất cả nỗi buồn đã qua.
Ngày sinh nhật Hạ, Long chuẩn bị quà đem đến tặng. Trên đường đi, Long gặp và nói chuyện với mẹ Hạ, bà phản đối việc cậu thân thiết với Hạ, buông lời đụng chạm gia cảnh nhà Long, khiến cậu buồn bã bỏ đi. Long đạp xe về trong mưa, đến một cây cầu, nói "Vĩnh biệt Hạ" (cũng có nghĩa là "vĩnh biệt mùa hè") rồi ném món quà đã chuẩn bị xuống sông và quyết định sẽ rời xa Hạ.
Trong một kỳ kiểm tra, Ngôn bị phát hiện sử dụng tài liệu, bị thầy giáo lập biên bản. Cậu đã lao đến đánh thầy giáo đến nỗi nhập viện và không thể tránh khỏi việc bị đuổi học.
Hoa, Hân và Thiện được Đoàn Hùng đưa lên thăm Hằng. Không thấy Hạ, Hằng hỏi ra mới biết rằng Long đã qua đời. Cậu đuổi theo tên cướp và bị hắn dùng dao đâm chết. Trước khi chết, trên người cậu có một bức thư giải thích mọi chuyện và nói vẫn luôn còn tình cảm với Hạ. Hằng quyết định trở về thành phố để ở bên cạnh Hạ và cũng là để hoàn thành năm học lớp 12.
Bộ phim kết thúc trong cảnh Hằng mặc áo dài trắng, một mình bước vào lớp học và đi trên sân trường trống vắng.

## Diễn viên
- Việt Trinh... Hằng
- Hồng Hạnh... Hạ
- Hương Giang... Hoa
- Bảo Hạnh... Hân
- Lê Công Tuấn Anh... Long
- Thiệu Ánh Dương... Ngôn

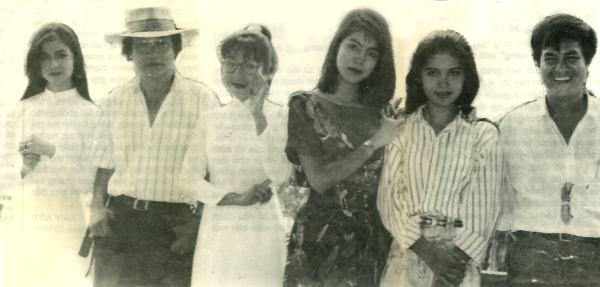
Lê Hoàng Hoa, Nguyễn Đông Thức và bốn nữ diễn viên của Vĩnh biệt mùa hè, năm 1992.

- Lê Cung Bắc... Ông Quang - Ba Hằng
- Kim Xuân... Bà Quang - Mẹ Hằng
- Quang Đại... Chú Đăng
- Hoàng Phúc... Đoàn Hùng
- Hữu Luân... Thầy Minh
- Thụy Giao... Trinh
- Cao Thùy... Thầy Tùng
- Lê Bình... Thầy Ân
- Kim Ngọc... Mẹ Hạ
- Trần Ngân... Thiện
- Tường Vân... Hiệu Trưởng
- Trọng Hải... Vũ
- Xuân Bình... Hiển

## Sản xuất
Bộ phim bắt đầu bấm máy từ ngày 13 tháng 4 năm 1992. Các cảnh quay trường học được lấy địa điểm ở trường Marie Curie, TP.HCM.

## Âm nhạc
- Vĩnh biệt mùa hè (ca khúc chủ đề) - Thanh Tùng
- Mong đợi ngậm ngùi - Từ Huy
- Cô bé dỗi hờn - Nguyễn Ngọc Thiện

## Phiên bản truyền hình
Năm 1995, tác phẩm của nhà văn Nguyễn Đông Thức lại một lần nữa được chuyển thể thành bộ phim truyền hình 4 tập 12A và 4H của đạo diễn Bùi Thạc Chuyên, phát sóng trên Đài Truyền hình Việt Nam.